# Srećna nova '49
Srećna nova '49 (en macedoni Среќна Нова ’49, "Bon any '49) és una pel·lícula iugoslava dirigida per Stole Popov, estrenada el 1986. La pel·lícula va tenir un impacte definitiu a Iugoslàvia quan es va estrenar, ja que tracta sobre les hostilitats entre Tito i el Kominform i el seu impacte en la vida quotidiana. Als Premis Oscar de 1986 fou candidata iugoslava a l'Oscar a la millor pel·lícula de parla no anglesa, però finalment no entrà en la llista de nominats.

## Sinopsi
La pel·lícula explica la història de dos germans, Dragoslav i Kosta Kovacevski. Dragoslav torna de l'URSS i, acusat injustament, és empresonat. Kosta, a qui només li interessen els diners, intenta marxar de Macedònia cap a Occident. Dragoslav té una xicota, la Vera, però quan s'assabenta que és una espia soviètica, se suïcida.

## Repartiment
- Svetozar Cvetkovic : Kosta Kovacevski
- Meto Jovanovski : Dragoslav Kovacevski
- Vladislava Milosavljevic : Vera Djordjeska
- Aco Djorcev : Stojan
- Petre Arsovski : Burger
- Dusan Kostovski : Dile Jorgacev
- Mite Grozdanov : Islednikot
- Sinolicka Trpkova : Nale
- Kire Simonovski : Kole
- Ljupco Hadzistojanov
- Ivan Bekjarev : l'inspector de Subotica
- Mladen Krstevski : Gradimir
- Goce Todorovski : Todor
- Milica Stojanova : la mare
- Ratko Tankosic

## Premis
- Big Golden Arena, Festival de Cinema de Pula, 1986.
- Premi del públic, Mostra Internacional de Cinema de São Paulo, 1991.